# Programme Bion
Pour les articles homonymes, voir Bion.

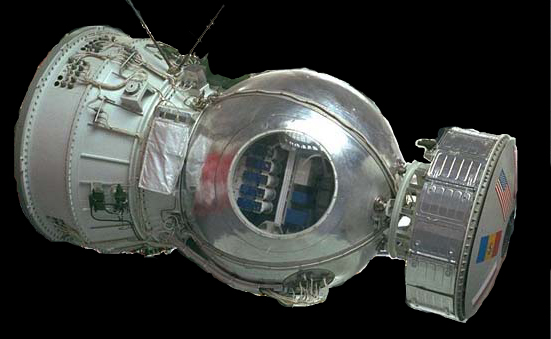
Un satellite Bion exposé au musée spatial de Moscou : le hublot n'existe pas sur les modèles ayant volé.

Le programme Bion  (russe : Бион), également nommé Biocosmos, regroupe une série de missions de  satellites scientifiques soviétiques puis russes destinées à étudier les effets dans l'espace  des rayonnements et de l'apesanteur sur les êtres vivants. À la suite de la signature en 1972 des premiers accords de coopération spatiale entre l'Union Soviétique et les États-Unis le programme s'internationalise : la NASA qui participe à 9 des 11 missions Bion fait ainsi voler près de 100 expériences qui représentent la moitié de toutes les missions biologiques américaines portant sur des êtres vivants autres que l'homme. Les 11 satellites Bion lancés entre 1973 et 1996 emportent des animaux et des échantillons de plante pour des missions de 5 à 20 jours. Le satellite Bion qui pèse environ 6 tonnes dérive du satellite de reconnaissance Zenit qui est lui-même une adaptation du vaisseau spatial Voskhod. Les sujets d'expérience reviennent à terre dans la capsule de descente pour permettre d'effectuer des investigations postérieures au vol. Le programme est interrompu par l'arrêt du financement des États-Unis à la suite de campagnes menées par des associations de protection des animaux. Le programme est réactivé en avril 2013 par la Russie avec le lancement  de la mission Bion-M 1 (en) qui utilise un véhicule spatial modifié permettant des missions d'une durée de 6 mois.

## Bion

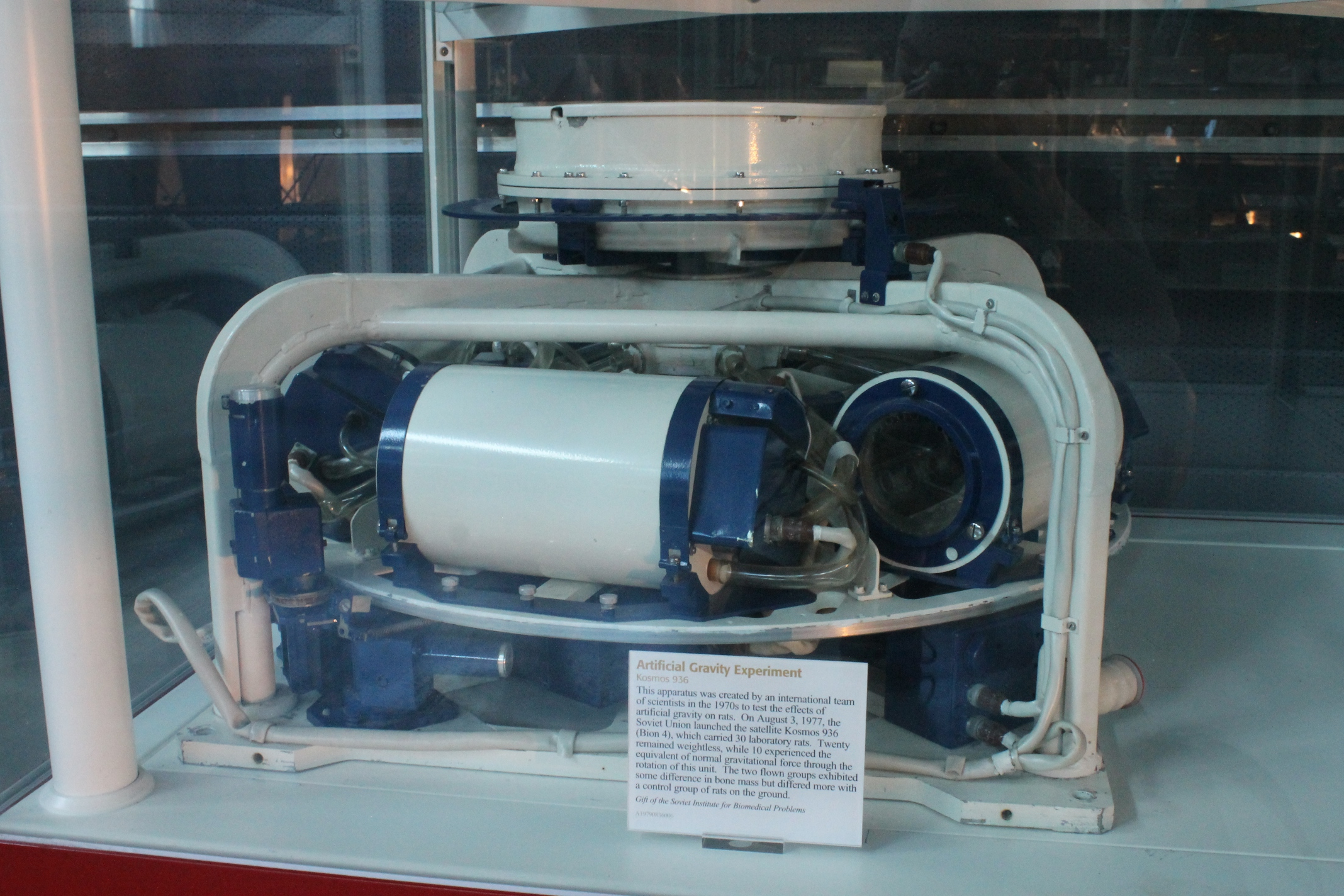
Cette expérience internationale embarquée sur Bion 4 a testé les effets de la gravité artificielle sur un groupe de rats.

Le programme spatial scientifique biologique soviétique Bion débute en 1966 avec le lancement du satellite  Cosmos 110 (en). Il reprend en 1973 avec Cosmos 605 (en). En 1972 s'amorce une période de détente dans la guerre froide à laquelle se livre l'Union Soviétique et les États-Unis et les premiers accords de coopération spatiale sont signés entre les deux pays. Ceux-ci donnent naissance à la première mission habitée conjointe (Apollo-Soyouz) lancée en 1975 mais fait également de la NASA un partenaire du programme soviétique de recherche en biologie spatiale. Les premières expériences américaines sont embarquées en 1974 à bord de Bion 2 le troisième satellite du programme. Cette coopération se maintient par la suite même lorsque les relations entre les deux pays se tendent à nouveau durant la présidence Carter dans les années 1978-1979.
Le programme, qui ne reçoit le nom officiel de Bion que pour les dernières missions, a pour objectif d'étudier  les effets de l'apesanteur  sur les organismes vivants dans le cadre de vols de courte durée, l'incidence du rayonnement sur les animaux, de mieux comprendre les mécanismes d'adaptation à l'apesanteur et de mettre au point des méthodes permettant de combattre les effets de l'apesanteur. La lutte contre le mal de l'espace qui touche 50 % des équipages durant les premières jours des missions fait également partie des objectifs importants du programme. Les satellites Bion emportent des animaux vivants (rongeurs, mammifères) ainsi que des plantes et des microorganismes. Ces spécimens sont récupérés à l'issue des missions qui durent au maximum une vingtaine de jours. La NASA place une centaine d'expériences au cours des 9 missions Bion à laquelle elle participe entre 1974 et 1996 ce qui constitue près de la moitié de toutes les missions biologiques américaines portant sur des êtres vivants autres que l'homme. D'autres pays participent également à ces missions comme l'Agence spatiale européenne, la Chine, et des pays de l'Europe de l'Est.  Malgré les résultats obtenus, la NASA se retire du programme à la suite de campagnes menées par des associations de protection des animaux qui manifestent contre le traitement subi par les singes (ceux-ci sont appareillés chirurgicalement avec des capteurs qui sont retirés après le vol. Le retrait de la participation de la NASA entraine la fin du programme 1976,.

### Le satellite Bion
Le satellite Bion qui pèse environ 5,4 tonnes dérive du satellite de reconnaissance photo Zenit-2M/Gektor qui est lui-même une adaptation du vaisseau spatial Voskhod. La charge utile est de 625 kg et l'orbite est de 226x288 km pour une inclinaison de 82,3°. Chaque satellite comporte également un module externe Nauka pouvant contenir 90 kg d'expériences scientifiques. Les missions ont une durée comprise entre cinq (Bion 6) à environ 22 jours (Bion 1 et Cosmos 110) : la durée d'une mission est limitée par la capacité des batteries car le satellite ne comporte pas de panneaux solaires permettant de les recharger.

## Bion-M
En 2005, le programme Bion est réactivé par la Russie. Les dirigeants russes prévoient le lancement de trois nouveaux satellites de type Bion-M. Le premier vol était initialement prévu pour 2010. Les missions utilisent un engin spatial modifié qui comprend un bus emprunté aux satellites Iantar permettant d'allonger la durée de la mission à 6 mois grâce aux panneaux solaires qui remplacent les batteries. La charge utile est augmentée de 100 kg. Le premier satellite de la nouvelle série, baptisé Bion-M 1, est finalement lancé le 19 avril 2013 par une fusée Soyouz 2 depuis le cosmodrome de Baïkonour et placé sur une orbite à 575 km d'altitude. Le satellite emporte plusieurs expériences préparées par des équipes scientifiques russes mais également étrangères (États-Unis, Allemagne, Pologne, Pays-Bas et Canada). Le compartiment pressurisé abrite 45 souris, 15 geckos, 8 gerbilles de Mongolie, des anguilles, des poissons dans le cadre d'une expérience développée sous la supervision de l'agence spatiale allemande ainsi que des échantillons de plante et des microorganismes. La mission doit durer 30 jours puis la capsule doit revenir sur Terre.

## Historique des missions
| Désignation | Autre nom   | Modèle | Date lancement | Durée      | Expériences                                          | Autres caractéristiques                                      |
| ----------- | ----------- | ------ | -------------- | ---------- | ---------------------------------------------------- | ------------------------------------------------------------ |
| Cosmos 110  | -           | Bion   | 1966           |            |                                                      |                                                              |
| Bion 1      | Cosmos 605  | Bion   | 1973           | 21,5 jours |                                                      |                                                              |
| Bion 2      | Cosmos 690  | Bion   | 1974           | 20,5 jours |                                                      | Première collaboration avec la NASA                          |
| Bion 3      | Cosmos 782  | Bion   | 1975           | 19,5 jours |                                                      |                                                              |
| Bion 4      | Cosmos 936  | Bion   | 1977           | 18,6 jours |                                                      |                                                              |
| Bion 5      | Cosmos 1129 | Bion   | 1979           | 18,5 jours |                                                      | Pour la première fois des rats se reproduisent dans l'espace |
| Bion 6      | Cosmos 1514 | Bion   | 1983           | 5 jours    | embarque les singes Abrek et Bion                    | Première mission soviétique emportant des singes             |
| Bion 7      | Cosmos 1667 | Bion   | 1985           | 6,9 jours  | embarque les singes Verny et Gordy.                  |                                                              |
| Bion 8      | Cosmos 1887 | Bion   | 1987           | 13 jours   | embarque les singes Yerosha et Dryoma.               | Première collaboration avec l'ESA                            |
| Bion 9      | Cosmos 2044 | Bion   | 1989           | 14 jours   | embarque les singes Zhakonya et Zabikaya             |                                                              |
| Bion 10     | Cosmos 2229 | Bion   | 1992           | 12 jours   | embarque les singes rhésus Krosh et Ivasha           |                                                              |
| Bion 11     | -           | Bion   | 1996           | 15 jours   | embarque les singes macaques Lapik et Multik         | Fin du programme Bion                                        |
| Bion M1     | -           | Bion M | avril 2013     | 30 jours   | embarque des souris, geckos et gerbilles de Mongolie | Première mission de la série Bion M                          |
| Bion M2     | -           | Bion M | 20 août 2025   | 30 jours   |                                                      |                                                              |